# Michel de Salaberry
Michel de Salaberry (* 1940 in Gatineau, Québec) ist ein kanadischer Diplomat. Er ist ein Nachkomme des kanadischen Politikers Charles-Michel de Salaberry.

## Leben
Michel de Salaberry trat 1975 in den auswärtigen Dienst und wurde in Algier, Rom und Tel Aviv eingesetzt. 1994 leitete er die Abteilung Mittlerer Osten im Außenministerium. Am 4. Juli 1995 wurde er zum Botschafter in Amman ernannt, wo er bis 22. September 1996 postiert war. Am 11. September 1996 wurde er zum Botschafter in Teheran ernannt. Am 16. Juli 2001 erfolgte seine Ernennung zum Botschafter in Kairo.
Nach seiner Versetzung in den Ruhestand widmete er sich einigen zivilgesellschaftlichen Aktivitäten.
Im April 2007 wurde er als Representative of Canada in Kandahar senior civilian co-ordinator of the Provincial Reconstruction Team in Kandahar reaktiviert.